# Mário Cardoso
Mário Manuel Cardoso de Araújo, lepiej znany jako Mário Cardoso (ur. 24 stycznia 1950 w Lizbonie) – portugalski aktor telewizyjny i filmowy, występujący w brazylijskich telenowelach, także aktor i reżyser dubbingu.

## Życiorys

### Wczesne lata
Ukończył psychologię na Universidade Gama Filho (UGF) w Rio de Janeiro i przez pewien czas pracował jako psycholog.

### Kariera
Dorabiał jako model. W 1975 roku debiutował w telenoweli Rede Globo Wspinaczka (Escalada). Rok potem zagrał postać Henrique, brata Malwiny, która stara się kilkakrotnie pomóc Isaurze (Lucélia Santos) w telenoweli Rede Globo Niewolnica Isaura (Escrava Isaura, 1976). Następnie występował w innych telenowelach, miniserialach i zajął się także dubbingiem.

## Filmografia

### Produkcje TV
| Rok  | Tytuł                                  | Rola                          | Stacja TV                       |
| ---- | -------------------------------------- | ----------------------------- | ------------------------------- |
| 1975 | Escalada (Wspinaczka)                  | Ricardo                       | Rede Globo                      |
| 1975 | Cuca Legal                             | Dennis                        | Rede Globo                      |
| 1975 | A Moreninha                            | Augusto                       | Rede Globo                      |
| 1976 | Niewolnica Isaura (Escrava Isaura)     | Henrique                      | Rede Globo                      |
| 1979 | Feijão Maravilha                       | Ivan                          | Rede Globo                      |
| 1980 | Olhai os Lírios do Campo               | Carlo Bellini                 | Rede Globo                      |
| 1980 | Coração Alado (Skrzydlate serce)       | Beto                          | Rede Globo                      |
| 1982 | Paraíso                                | Otávio                        | Rede Globo                      |
| 1983 | Razão de Viver                         | Jonas                         | Sistema Brasileiro de Televisão |
| 1984 | Amor com Amor Se Paga                  | Rogê                          | Rede Globo                      |
| 1985 | Uma Esperança no Ar                    | Edgar                         | Sistema Brasileiro de Televisão |
| 1986 | Tudo ou Nada (Wszystko albo nic)       | Adílson                       | Rede Manchete                   |
| 1986 | Dona Beija                             | Clariovaldo                   | Rede Manchete                   |
| 1987 | Carmem                                 | Ribeiro                       | Rede Manchete                   |
| 1990 | Brasileiras e Brasileiros              | Bruno                         | Sistema Brasileiro de Televisão |
| 1991 | O fantasma da ópera                    | Bruno                         | Rede Manchete                   |
| 1992 | Anos Rebeldes                          | policjant                     | Rede Globo                      |
| 1996 | Xica da Silva                          | Kapitan Sebastião Albuquerque | Rede Manchete                   |
| 1996 | Vira-Lata                              | Basílio                       | Rede Globo                      |
| 2001 | As Filhas da Mãe (Córki matki)         | dr Aírton                     | Rede Globo                      |
| 2004 | Alma Gêmea                             | adwokat Santos                | Rede Globo                      |
| 2005 | A Lua me disse                         | Olavo                         | Rede Globo                      |
| 2005 | América (Ameryka)                      | Oswaldo                       | Rede Globo                      |
| 2006 | Na kartach życia (Páginas da Vida)     | Gonzaga                       | Rede Globo                      |
| 2007 | Caminhos do Coração                    | Bento Rocha (ojciec Lúcii)    | Rede Record                     |
| 2009 | Tudo Novo de Novo                      | Teodoro                       | Rede Globo                      |
| 2009 | Droga do Indii” („Caminho das Índias”) | lekarz                        | Rede Globo                      |
| 2010 | As Aventuras do Didi                   |                               | Rede Globo                      |
| 2011 | Amor e Revolução (Miłość i rewolucja)  | Thiago Paixão                 | Sistema Brasileiro de Televisão |

### Dubbing

#### reżyser
- 2000–2001: Mała księżniczka (Carinha de Anjo);
- 2002: Joana, a Virgem
- 2003: Jay Jay Odrzutowiec (Jay Jay, o Jatinho)
- 2003: Poucas Pulgas
- 2004: Amy, a Menina da Mochila Azul
- 2005: A Madrasta

#### aktor
- Prof. Utonium – Atomówki (As Meninas Superpoderosas)
- Vladimir de la Vega – Maria z przedmieścia (María la del Barrio)
- Jack Cardigan – Tek War
- Agente Bennett – Projeto Zeta;
- Jorge Saotome (Pan Koenma, nazywany „Diabo”) – Yu Yu Hakusho
- Lorde Bravura – Freakazoid! (Freakazoid)
- Thortle – Missão Marte
- Seu Sousa (ojciec Mônicy) – Turma da Mônica;
- Jim Querido – Zakochany kundel (A Dama e o Vagabundo)
- Dickie Thurman (Daniel Greene) – Ja, Irena i Ja (Eu, Eu Mesmo e Irene)
- Sierżant Jeremy Mitchell (Dash Mihok) – The Perfect Storm (Mar em Fúria)
- Smedley – Dzięciołek Woody – nowe przygody (O Novo Show do Pica-Pau)
- Don Farmer (Eric McCormack) – Double, Double, Toil and Trouble (Feitiço das Gêmeas)
- Walter Nichols (Jonathan Goldstein) – Drake i Josh (2004–2007)
- Douglas Maldonado (Miguel de León) – Paulina (A Usurpadora)
- Prof. Utonium – Demashita! Powerpuff Girls Z
- Lawrence Fletcher – Fineasz i Ferb (Phineas e Ferb)
- Bórias (Marton Csokas) – Xena: Wojownicza księżniczka (Xena, A Princesa Guerreira)
- Kapitan Inimigo/Overlord – Ben 10: Ultimate Alien (Ben 10: Supremacia Alienígena)
- Nobuyuki Masaki – Tenchi Muyo!